# Vietnamesere i Danmark
Vietnamesere i Danmark er en etnisk minoritet i Danmark, som oprindeligt stammer fra Vietnam i Sydøstasien. Vietnameserne kom til Danmark som flygtninge fra 1970'erne, hvor de bl.a. blev samlet op i Det Kinesiske Hav af skibe fra A.P. Møller - Mærsk. Gruppen udgør i dag med efterkommere ca. 14.000 personer og i alt 4 procent af alle indvandrere fra ikke-vestlige lande i Danmark. 
Vietnameserne i Danmark er generelt velintegrerede og gruppen bliver til tider beskrevet som de "skjulte indvandrere" sammen med f.eks. kineserne. 
De fleste vietnamesere i Danmark er enten katolikker eller buddhister.